# Śmiałkowscy herbu Łabędź

herb Łabędź

Śmiałkowscy – polski ród szlachecki pieczętujący się herbem Łabędź, którego pochodzenie dotychczas nie zostało gruntownie zbadane.
W 1782 r. wylegitymował się ze szlachectwa przed Halickim Sądem Grodzkim (zabór austriacki) Antoni Śmiałkowski, nazywając swój herb: Dunin. Informacja ta wskazuje na niewątpliwe pochodzenie Śmiałkowskich z rodu Duninów.
Od XVIII w. do II wojny światowej ród Śmiałkowskich zamieszkiwał w powiecie tłumackim.
Najprawdopodobniej właśnie do tego rodu należy Kamil Śmiałkowski.